# Forum Popilii (Campania)
Forum Popilii è un sito archeologico di epoca romana, su cui si è formata l'odierna località di Civitarotta, nel comune di Carinola, in Italia.

## Storia
La città venne fondata dai Romani nel cosiddetto ager Falernus, in Campania settentrionale. La data di fondazione è ancora incerta, anche se molti studioso protendono per il 318 a.C., durante la seconda guerra sannita, collegando la creazione della città ad un rafforzamento della zona, considerata a rischio durante la guerra. Altro elemento a favore della fondazione nel IV secolo a.C. sarebbe lo stesso nome dell'abitato, da ricondurre al console Marco Popilio nel 316, cioè solamente due anni dopo l'istituzione della tribù falerna. Le iscrizioni rinvenute forniscono altre importanti notizie sulla città, come l'epigrafe di Masseria Aceti in cui si accennerebbe al restauro di quattro porte. Probabilmente la città possedeva un acquedotto, visto il riferimento ad alcune terme in un'epigrafe frammentaria; si ha notizia inoltre di due deduzioni coloniali durante i principati di Augusto e di Vespasiano. La città era provvista anche di un tempio, dedicato alla divinità egizia Iside, e di un'area sacra per la celebre Magna Mater. Un'iscrizione parietale pompeiana accenna a delle competizioni fra gladiatori della città di Forum Popilii: ciò farebbe dunque pensare anche alla possibile esistenza di un anfiteatro.